# Metropolis Records
Metropolis Records је издавачка кућа са седиштем у Београду.
Основана 1994. године, издавачка кућа је углавном оријентисана на рок музику, а издала је албуме великог броја запажених извођача српске рок сцене.

## Певачи
Неки од уметника који су тренутно потписали уговор са Metropolis Records, или су то били у прошлости, укључују:
- Бајага и Инструктори
- Бјесови
- Блок Аут
- Деца Лоших Музичара
- Џа или Бу
- Џукеле
- Eyesburn
- Гоблини
- Кристали
- Кугуарси
- Канда, Коџа и Небојша
- Обојени програм
- Orthodox Celts
- Рамбо Амадеус
- Ритам нереда
- Саншајн
- Ван Гог
- Велики презир
- Ником Ништа

Metropolis Records је дистрибутер албума певача попут Дарка Рундека, репера Едо Мајка, Лету штуке, Lollobrigida итд.